# Jämtland HF
Der Jämtland HF (auch bekannt als Jämtland Hockey) war ein schwedischer Eishockeyklub aus Östersund. Die Mannschaft spielte von 2003 bis 2006 in der Division 1.

## Geschichte
Der Jämtland HF entstand 2003 durch die Auslagerung der Herren-Mannschaft des Östersunds IK. Die Mannschaft nahm ab der Saison 2003/04 in der drittklassigen Division 1 teil. Im Anschluss an die Saison 2005/06 bildete die Mannschaft mit dem Stadtnachbarn Brunflo IK eine Spielgemeinschaft unter dem Namen Östersund/Brunflo IF. Diese trat von 2006 bis 2011 in der Division 1 an. Anschließend ging die Lizenz für die Teilnahme an der Division 1 an den Östersunds IK über. Seit der Saison 2012/13 stellen der Brunflo IK und der Östersunds IK wieder eine eigene Herrenmannschaft in der Division 1.